# Canton de Masseube
Le canton de Masseube est une ancienne division administrative française située dans le département du Gers et la région Midi-Pyrénées.
Depuis le redécoupage cantonal de 2014, Masseube est devenu le bureau centralisateur du nouveau canton d'Astarac-Gimone.

## Géographie
Ce canton était organisé autour de Masseube dans l'arrondissement de Mirande. Son altitude variait de 188 m (Masseube) à 386 m (Mont-d'Astarac) pour une altitude moyenne de 300 m.

## Composition
Le canton de Masseube regroupait vingt-quatre communes et comptait 4 827 habitants (population municipale) au 1er janvier 2012.
| Communes            | Population (2012) | Code postal | Code Insee |
| ------------------- | ----------------- | ----------- | ---------- |
| Arrouède            | 92                | 32140       | 32010      |
| Aujan-Mournède      | 95                | 32300       | 32015      |
| Aussos              | 65                | 32140       | 32468      |
| Bellegarde          | 171               | 32140       | 32041      |
| Bézues-Bajon        | 208               | 32140       | 32053      |
| Cabas-Loumassès     | 52                | 32140       | 32067      |
| Chélan              | 189               | 32140       | 32103      |
| Cuélas              | 108               | 32300       | 32114      |
| Esclassan-Labastide | 361               | 32140       | 32122      |
| Lalanne-Arqué       | 140               | 32140       | 32185      |
| Lourties-Monbrun    | 138               | 32140       | 32216      |
| Manent-Montané      | 92                | 32140       | 32228      |
| Masseube            | 1 600             | 32140       | 32242      |
| Monbardon           | 98                | 32420       | 32260      |
| Monlaur-Bernet      | 192               | 32140       | 32272      |
| Mont-d'Astarac      | 98                | 32140       | 32280      |
| Monties             | 73                | 32420       | 32287      |
| Panassac            | 275               | 32140       | 32304      |
| Ponsan-Soubiran     | 125               | 32300       | 32324      |
| Saint-Arroman       | 132               | 32300       | 32361      |
| Saint-Blancard      | 341               | 32140       | 32365      |
| Samaran             | 84                | 32140       | 32409      |
| Sarcos              | 74                | 32420       | 32413      |
| Sère                | 94                | 32140       | 32430      |

## Représentation

### Conseillers généraux de 1833 à 2015
| Période | Période          | Identité                                                               | Étiquette        | Qualité                                                                                                   |
| ------- | ---------------- | ---------------------------------------------------------------------- | ---------------- | --- |
| 1833    | 1844             | Louis Laporte fils                                                     |                  | Juge de paix à Masseube                                                                                   |
| 1844    | 1845             | Jean-Baptiste Corties                                                  |                  | Notaire à Masseube                                                                                        |
| 1845    | 1848             | Comte Armand de Gontaut-Biron (1813-1897)                              |                  | Propriétaire à Saint-Blancard                                                                             |
| 1848    | 1851             | Jean-Baptiste Corties                                                  |                  | Notaire, maire de Masseube (1850-1851)                                                                    |
| 1851    | 1855             | Comte Armand de Gontaut-Biron                                          |                  | Propriétaire à Saint-Blancard                                                                             |
| 1855    | 1871             | Comte Arthur-Charles de Monts                                          |                  | Propriétaire du château de Bellegarde Maire de Bellegarde-Adoulins                                        |
| 1871    | 1884 (décès)     | Comte Armand de Gontaut-Biron (1839-1884)                              | Droite royaliste | Maire de Saint-Blancard Président du Conseil Général (1882-1884)                                          |
| 1884    | 1896 (démission) | Comte Stanislas de Gontaut-Biron (1854-1898) (frère du précédent)      | Droite           | Officier de carrière Propriétaire à Saint-Blancard                                                        |
| 1896    | 1901             | Michel-Albin Bibal                                                     | Républicain      | Maire de Masseube (1900-1920), conseiller d'arrondissement                                                |
| 1901    | 1907             | Comte Jehan de Gontaut-Biron (1865-1937) (neveu de S.de Gontaut-Biron) | Droite           | Propriétaire à Saint-Blancard                                                                             |
| 1907    | 1920 (décès)     | Michel-Albin Bibal (1840-1920)                                         | Rad.             | Homme d'affaires Maire de Masseube                                                                        |
| 1920    | 1932 (décès)     | Théodore Deville                                                       | Rad.             | Agriculteur, maire de Manent-Montané (1900-1932)                                                          |
| 1932    | 1940             | Comte Armand de Gontaut-Biron                                          | RG               | Maire de Saint-Blancard Nommé conseiller départemental en 1943                                            |
|         |                  |                                                                        |                  | |
| 1945    | 1949             | Edmond Baup (1888-1970)                                                | PCF              | Agriculteur à Bézues-Bajon                                                                                |
| 1949    | 1955             | Alban Dattas                                                           | SFIO             | Propriétaire à Esclassan-Labastide                                                                        |
| 1955    | 1961             | Henri Trilha (1900-1974)                                               | DVD              | Maire de Masseube (1954-1971)                                                                             |
| 1961    | 1967             | Armand Duffau-Lacoste (1908-1998)                                      | Rad.             | Minotier Maire de Panassac                                                                                |
| 1967    | 1997 (décès)     | Joseph Lamothe                                                         | PCF              | Agriculteur, ancien responsable de la FDSEA Maire de Chélan (1971-1997) Vice-Président du Conseil Général |
| 1997    | 2011             | Georges Barthe                                                         | DVD puis UMP     | Agent immobilier Maire de Saint-Blancard                                                                  |
| 2011    | 2015             | Françoise Casalé                                                       | PS               | Fonctionnaire Maire de Mont-d'Astarac Elue en 2015 dans le canton d'Astarac-Gimone                        |

### Conseillers d'arrondissement (de 1833 à 1940)
| Période                                  | Période      | Identité                     | Étiquette           | Qualité |
| ---------------------------------------- | ------------ | ---------------------------- | ------------------- | --- |
| 1833                                     | 1836         | Jean Baptiste Lasserre       |                     | Propriétaire, maire de Panassac                                                                             |
| 1836                                     | 1842         | Théodore Deville (1778-1855) |                     | Avocat, suppléant du juge de paix de Masseube, propriétaire à Manent-Montané                                |
| 1842                                     | 1845         | M. Corties                   |                     | Maire de Masseube                                                                                           |
| 1845                                     | 1848         | M. Pérès                     |                     | Avocat à Mirande                                                                                            |
|                                          |              |                              |                     | |
|                                          | 1880 (décès) | M. Peyrouzelle               |                     | |
| 1880                                     | 1886         | M. Batbie                    | Droite              | |
| 1886                                     |              | M. de Fumel                  | Droite              | |
|                                          |              |                              |                     | |
|                                          | 1896         | Michel-Albin Bibal           | Républicain         | Homme d'affaires, Masseube                                                                                  |
|                                          |              |                              |                     | |
| 1898                                     |              | Jean-Baptiste Esquiro        | Républicain radical | Maire de Samaran                                                                                            |
|                                          |              |                              |                     | |
| 1919                                     |              | M. Cénac                     | RG                  | |
| 1940                                     |              |                              |                     | Les conseils d'arrondissement ont été suspendus par la loi du 12 octobre 1940 et n'ont jamais été réactivés |
| Les données manquantes sont à compléter. |              |                              |                     | |

## Démographie
| 1962  | 1968  | 1975  | 1982  | 1990  | 1999  | 2006  | 2011  | 2012  |
| ----- | ----- | ----- | ----- | ----- | ----- | ----- | ----- | ----- |
| 5 175 | 4 998 | 4 549 | 4 546 | 4 432 | 4 461 | 4 733 | 4 897 | 4 827 |